# Mansle-les-Fontaines
Mansle-les-Fontaines è un comune francese di 2 092 abitanti (al 1º gennaio 2022) situato nel dipartimento della Charente nella regione della Nuova Aquitania. È stato istituito il 1° gennaio 2023 dalla fusione dei precedenti comuni di Mansle e Fontclaireau.